# Manège des Gendarmes rouges
Le manège des Gendarmes rouges est un édifice situé à Lunéville, dans la Meurthe-et-Moselle en région Grand Est.

## Histoire
Louis XV installa la gendarmerie de France à Lunéville après le rattachement de la Lorraine à la France. Le manège est construit en 1787 dans le quartier des Carmes sur les plans de François-Michel Lecreulx. Dès l'année suivante, ce corps d'élite, jugé trop onéreux, est dissous.
L'ancien manège est intégralement inscrit au titre des monuments historiques par arrêté du 8 février 2006.

## Description
Mesurant 96 m sur 26, il est le manège le plus vaste d'Europe. La charpente d'origine, en bois, est changée en 1903 par une charpente métallique due à la Grande Chaudronnerie lorraine.